# Energy Catalyzer
O Energy Catalyzer ("catalisador energético" em português), frequentemente abreviado como E-Cat, é um dispositivo inventado pelo engenheiro italiano Andrea Rossi e anunciado no ano de 2011, que alegadamente gera energia térmica em grande quantidade a partir de processos de fusão a frio.

## História
Em janeiro de 2011, o engenheiro italiano Andrea Rossi apresentou a professores da Universidade de Bolonha, na Itália, um dispositivo que alegadamente realiza fusão a frio (ou reações nucleares de baixa energia - LENR na sigla em inglês), utilizando gás hidrogênio comum e níquel em pó, o qual recebeu o apelido de Energy Catalyzer (E-Cat). Após a demonstração de janeiro, várias outras demonstrações foram realizadas, e Andrea Rossi afirmou que em outubro de 2011 entraria em funcionamento na Grécia a primeira usina de 1 megawatt baseada nesta tecnologia.
No final de maio de 2011, Dennis M. Bushnell, um cientista-chefe da NASA, afirmou em uma entrevista ao site "EV World" que as reações nucleares de baixa energia (LENR) representam a tecnologia em fase de desenvolvimento "número um" (a primeira em relevância) no cenário mundial atual, e que tal tecnologia pode vir a introduzir grandes mudanças geoeconômicas e geopolíticas e "resolver os problemas climáticos". Na entrevista, Bushnell menciona especificamente o "Energy Catalyzer" desenvolvido por Andrea Rossi, o qual acredita estar efetivamente produzindo energia em excesso, creditando tal feito a reações que poderiam ser explicadas pela teoria de Widom-Larson.
Em agosto de 2011, Andrea Rossi anunciou o rompimento das relações comerciais com a companhia grega Defkalion, informando que a prometida usina de 1 megawatt baseada no "Energy Catalyzer" teve sua data de lançamento mantida para o final do mês de outubro de 2011, porém o local foi transferido para os Estados Unidos da América, em uma cidade que não poderia ser ainda revelada, devido a acordos comerciais com um novo parceiro norte-americano.
Em setembro de 2011, o portal sueco especializado em ciência e tecnologia NyTeknik divulgou as primeiras fotografias e vídeos do que seria o módulo principal da usina de 1 megawatt a ser inaugurada no final de outubro, que já estaria sendo embarcado para os EUA.
Em 6 de outubro de 2011, Andrea Rossi realizou um novo teste público do seu Energy Catalyzer, contando com a presença de  jornalistas e representantes da indústria. O teste durou cerca de sete horas e vários tipos de medições foram feitas.
Em 11 de outubro de 2011, Andrea Rossi anunciou que a data do lançamento oficial da sua usina de 1 megawatt baseada no Energy Catalyzer foi definida, e será no dia 28 de outubro de 2011.
Em 17 de outubro de 2011, um artigo publicado na conceituada revista de negócios norte-americana Forbes relatou a existência do Energy Catalyzer, abordou o potencial transformador da tecnologia caso funcione como anunciado, e informou a data do lançamento em 28 de outubro.
Em 28 de outubro de 2011, a unidade de 1 megawatt composto por múltiplos "E-Cats" foi testada em Bolonha, supostamente por engenheiros ligados à misteriosa companhia "cliente" de Andrea Rossi, que pretende comprar a referida unidade. A presença de observadores externos e da imprensa no evento foi limitada, e um relatório divulgado na mesma noite atesta que supostamente a unidade produziu 470 kilowatts de energia térmica durante cinco horas em "modo auto-sustentado" (sem fornecimento de energia externa, exceto para ventiladores e instrumentos de medição). Andrea Rossi alegou que optou por diminuir a potência de 1 megawatt para 470 kilowatts para melhorar a estabilidade do sistema no "modo auto-sustentado". Ele afirmou que o cliente ficou satisfeito, e o negócio foi fechado.  
De acordo, com Mark Gibbs, da revista Forbes, em maio de 2013 um artigo científico com o título “Indication of anomalous heat energy production in a reactor device" foi submetido ao site arxiv, a respeito de testes independentes realizados com o E-Cat. Os autores do artigo, professores da Universidade de Bolonha, na Itália, da Universidade de Uppsala, na Suécia, e do Royal Institute of Technology da Suécia, afirmam que não tiveram total controle de todos os aspectos do processo, mas concluíram que houve uma produção de energia (por litro de volume) no mínimo uma ordem de magnitude superior a qualquer fonte convencional conhecida de energia.  Mark Gibbs nota que "o E-Cat tem aproximadamente quatro ordens de magnitude mais energia específica e três ordens de magnitude mais potência de pico do que a gasolina"
Em 24 de janeiro de 2014, a empresa norte-americana Industrial Heat LLC anunciou que adquiriu os direitos de propriedade intelectual sobre o E-Cat, informando que está confiante na eficiência da nova tecnologia, e que deve dar prosseguimento à fase de pesquisa e desenvolvimento para colocar a tecnologia no mercado.
Em 25 de agosto de 2015, o US Patent Office (escritório de patentes dos Estados Unidos) concedeu a Andrea Rossi a patente de número 9115913 B1 para sua invenção, o "Energy Catalyzer" (E-Cat). 
Em 22 de setembro de 2015, Andrea Rossi anunciou que, caso o teste independente de longa duração do E-Cat que estava sendo realizado em uma instalação industrial não revelada, em condições reais de uso comercial, for um sucesso, seus planos seriam de iniciar a comercialização do E-Cat no mercado já a partir de Março de 2016. 
Em 29 de março de 2016, Andrea Rossi informou que o "especialista responsável pela validação", uma pessoa com doutorado em engenharia nuclear contratada para acompanhar pelo período de um ano o teste do E-Cat realizado em condições reais de uso comercial em uma instalação industrial não revelada, entregou a ele, Rossi, e à empresa investidora Industrial Heat LLC, o seu relatório final pormenorizado elaborado a partir dos dados coletados ao longo dos meses de teste. Rossi se disse "muito satisfeito" com os resultados apontados, embora não estivesse autorizado ainda a divulgar a íntegra do relatório. 
Em 6 de abril de 2016, a empresa Leonardo Corporation, de propriedade de Andrea Rossi, anunciou em um comunicado de imprensa que o resultado dos testes realizados por um ano, expostos no relatório assinado pelo engenheiro nuclear Fabio Penon, indicariam que o E-Cat funcionou da forma esperada durante 352 dias de testes, apresentando um coeficiente de performance (energia produzida pelo dispositivo comparada à energia consumida pelo mesmo) consistentemente acima de 6 vezes, e frequentemente ultrapassando o valor de mais de 50 vezes. No entanto, no mesmo comunicado de imprensa, foi anunciado que a  Leonardo Corporation de Rossi deu entrada em um processo judicial contra a empresa investidora Industrial Heat LLC, por supostas violações de contrato.
Em 21 de janeiro de 2019, a Leonardo Corporation de Andrea Rossi anunciou per meio de uma press release que realizará no dia 31 de janeiro de 2019 o lançamento público de um produto comercial plenamente funcional, o "E-Cat SK", voltado para o mercado de aquecimento industrial, sendo prevista a transmissão ao vivo do evento via internet.